# Guillermo de Hachberg-Sausenberg
Guillermo, margrave de Hachberg-Sausenberg (11 de julio de 1406 - Môtiers, 15 de agosto de 1482) era el hijo del margrave Rodolfo III de Hachberg-Sausenberg y Ana de Friburgo-Neuchâtel. Gobernó de 1428 a 1441 y abdicó el 21 de junio de 1441 en favor de sus hijos menores, Rodolfo IV y Hugo. Como todavía eran niños, su primo el conde Juan de Friburgo-Neuchâtel asumió el gobierno como regente.

## Matrimonio y descendencia
Guillermo se casó con Isabel, hija del conde Guillermo VII de Montfort-Bregenz. Los parientes de su esposa intervinieron debido a su lujoso estilo de vida y tuvo que prometer no hipotecar ningún elemento de su dote sin su consentimiento. A pesar de todo, su forma de vida llevó al divorcio en 1436. Tuvieron al menos tres hijos: dos niños, Rodolfo IV y Hugo, quienes le sucedieron, y una hija, Úrsula, que se convirtió en la segunda esposa del conde Jacobo Truchsess de Waldburg.
Como Guillermo estaba constantemente endeudado y la presión de sus acreedores se incrementaba, al final encontró que podía mantener sólo sus tierras ancestrales en la familia abdicando en favor de sus hijos.

## Actividades constructivas
Después de que su padre ampliase el castillo de Rötteln, Guillermo se dedicó a la expansión del castillo de Sausenburg.

## Expansión de la soberanía del país
Compró en 1432 la baja justicia en Efringen, Kirchen, Eimeldingen, Holzen y Niedereggenen.
El 3 de noviembre de 1437, el margrave Guillermo de Hachberg, como bailío, dio derechos Cüne am Bühel a Waldshut, guardián de la abadesa de la abadía de Königsfelden, la tercera parte del diezmo en grano a Birkingen, el diezmo a Eschbach y el diezmo de vino en Schönenbühel a Waldshut. Había comprado estos derechos de Albrecht Merler, quien vivía en Kadelburg. No se sabe cuándo compró estos derechos.

## Servicios diplomáticos
A través de su primo Juan de Friburgo-Neuchâtel, Guillermo tuvo acceso a la corte del duque de Borgoña en Dijon. Durante el concilio de Basilea, fue llamado como mediador entre Austria y Borgoña y más tarde como mediador entre Borgoña y Francia. En 1432, el Protector del Concilio, el duque Guillermo III de Baviera, nombró a Guillermo de Hachberg como representante. En 1434, el duque Felipe III de Borgoña le nombró consejero y chambelán.
En 1437, el duque de Austria le nombró gobernador de las posesiones austriacas en el Sundgau (Alsacia) y Friburgo. Como gobernador de Austria Anterior, se vio implicado en la guerra entre el emperador Federico III y la Antigua Confederación Suiza. Después de que los suizos derrotaran a los austriacos en la batalla de Santiago del Sihl en 1443, el emperador envió a Guillermo al rey Carlos VII de Francia en busca de ayuda. Francia envió 40.000 mercenarios, los llamados Armagnacs.